# Encephalartos pterogonus
Encephalartos pterogonus R.A.Dyer & I.Verd., 1969 è una pianta appartenente alla famiglia delle Zamiaceae, endemica del Mozambico.

## Descrizione
È una cicade con fusto eretto, alto sino a 1,5 m e con diametro di circa 40 cm, talora con fusti secondari che si originano da polloni che sorgono alla base del fusto principale.
Le foglie, pennate, lunghe 1,2-1,5 m, sono disposte a corona all'apice del fusto e sono rette da un picciolo lungo 4–8 cm; ogni foglia è composta da numerose paia di foglioline lanceolate, di colore verde scuro, lunghe mediamente 15–18 cm.
È una specie dioica con esemplari maschili che presentano 1-3 coni, fusiformi, lunghi 30–38 cm e larghi 10–11 cm, peduncolati, ed esemplari femminili con 2-3 coni grossolanamente cilindrici, lunghi 35–40 cm e con diametro di 16–18 cm, di colore verde brillante.
I semi sono grossolanamente ovoidali, lunghi 28–35 mm, ricoperti da un tegumento di colore rosso arancio a maturità.

## Distribuzione e habitat
L'areale di E. pterogonus è ristretto ai monti Urueri e Dengarenga, nella provincia di Manica, nel Mozambico centrale.
Cresce in aree caratterizzate da affioramenti di granito, al limitare delle foreste, da 700 a 1000 m di altitudine.

## Conservazione
Il suo areale è estremamente ristretto e la popolazione in passato si era ridotta, a causa della raccolta indiscriminata per il mercato del collezionismo privato, ad una decina di esemplari. Una iniziativa conservazionistica di reintroduzione ha arrestato il declino della specie e nel 2006 è stata stimata la presenza di 246 esemplari maturi. La IUCN Red List classifica E. pterogonus come specie in pericolo critico di estinzione (Critically Endangered).
La specie è inserita nella Appendice I della Convention on International Trade of Endangered Species (CITES)